# 东汉阳路
东汉阳路是中華人民共和國上海市虹口区一條東西走向道路。道路西起溧阳路，东至新建路。全长590米，宽11.5米至30米，车行道宽6.9米至26.5米。道路建於清朝光绪十六年（1890年），當時道路名為东汉璧礼路（East Hanbury Road），路名來自漢璧禮。中華民国32年（1943年）更名東漢陽路，路名來自湖北汉阳。